# La Troncal
La Troncal – miasto w Ekwadorze, w prowincji Cañar, stolica kantonu La Troncal.
Przez miasto przebiega droga krajowa E40.